# Odai no Kata
Odai no kata (於大の方 (Vu Đại Chi Phương) 1528–1602), còn được gọi là Dai, Daishi, và Denzûin, là một nhân vật quý tộc Nhật Bản sống vào thời Chiến quốc.
Bà là mẹ của Tướng quân Tokugawa Ieyasu, người sáng lập ra Mạc phủ Tokugawa. Bà xuất thân là con gái của Mizuno Tadamasa, lãnh chúa thành Kariya. Bà kết hôn với Matsudaira Hirotada năm 1541 và sinh con trai Ieyasu hai năm sau đó. Sau khi gia tộc Mizuno phản bội Hirotada vào năm 1544, chồng bà đã ly dị bà và sau đó tái hôn.

## Phẩm vị
- Chính nhất vị (1850; truy phong)